# Empis pennipes
Empis pennipes is een vliegensoort uit de familie van de dansvliegen (Empididae). De wetenschappelijke naam is gepubliceerd in 1758 door Linnaeus in de tiende editie van Systema naturae.